# Vrbanja
Vrbanja (v srbské cyrilici Врбања) je řeka v Bosně a Hercegovině. Dlouhá je 85 km.
Řeka pramení v pohoří Vlašić nad vesnicí Pilipovina v nadmořské výšce 1530 metrů. Poté protéká přes vesnice Kruševo Brdo, Šiprage, Vrbanjce, město Kotor-Varoš, Zabrđe, Čelinac a obec Vrbanja. U Banja Luky se vlévá do řeky Vrbas. Při své několik desítek kilometrů dlouhé pouti překonává výškový rozdíl 1356 metrů.
Údolí řeky bylo v dobách existence Rakousko-Uherska místem pro výstavbu několika úzkokolejných železničních tratí. Sloužily především pro svoz dřeva a některých dalších přírodních zdrojů. Údolím Vrbanji dnes vede silnice regionálního významu která spojuje města Banja Luka, Kotor-Varoš, Maslovare, Teslić a Doboj.